# L'Isola (1893-1894)
L'Isola è stato un quotidiano repubblicano fondato a Sassari da Gastone Chiesi e dall'ancora studente Sebastiano Satta, verso la fine del 1893 e interruppe le pubblicazioni nella prima metà del 1894. Satta firmava col suo nome di battaglia Povero Yorick (dal nome del personaggio del Viaggio sentimentale di Laurence Sterne. All'inizio del 1894 il bandito Francesco Derosas, con l'aiuto di altri due malviventi Pietro Giovanni Angius e Luigi Delogu, avevano perpetrato una strage. Satta e Chiesi, nonostante fosse rischiosissimo avvicinarsi ai tre latitanti, pur di dare una forte iniezione di caffeina al giornale agonizzante, osarono l'impresa ed avevano fatto un'intervista alla macchia in una grotta segreta. L'intervista fu pubblicata nei numeri 41-42 del 1894. Il giornale raggiunse la massima diffusione. In seguito l'intervista fu raccolta in un opuscolo e pubblicato dalla tipografia Gallizzi. Quello fu il canto del cigno del giornale che, due settimane dopo, al numero 55 interruppe le pubblicazioni.